# 리:본
《리:본》(일본어: リボーン)은 2016년 부천 국제 판타스틱 영화제에서 상영한 일본의 액션, 범죄, 드라마 영화이다.

## 캐스팅
주연
- 사카구치 타쿠: 구로다 토시로 역

조연
- 사이토 타쿠미: 마카베 켄지 역
- 하세베 히토미: 마츠모토 시즈카 역
- 시노다 마리코: 뉴트 역
- 가토 마사야
- 이시다 잇세이
- 오오츠카 아키오: 팬텀 역